# Dominic Demeritte
Dominic Demeritte (ur. 22 lutego 1978 w Nassau) – bahamski lekkoatleta, sprinter, dwukrotny olimpijczyk (2000, 2004).

## Osiągnięcia
- srebro w biegu na 200 metrów podczas mistrzostw NACAC U-25 (Monterrey 2000)
- brąz Igrzysk Wspólnoty Narodów (sztafeta 4 × 400 m, Manchester 2002)
- brązowy medal Halowych Mistrzostw Świata w Lekkoatletyce (bieg na 200 m, Birmingham 2003)
- złoto podczas Halowych Mistrzostw Świata (bieg na 200 m, Budapeszt 2004) – Demeritte został tym samym ostatnim złotym medalistą HMŚ na tym dystansie, od następnej edycji bieg na 200 metrów znalazł się poza programem zawodów
- medalista regionalnych zawodów lekkoatletycznych
- wielokrotny mistrz i rekordzista kraju

## Rekordy życiowe
- bieg na 200 metrów – 20,21 (2002) były rekord Bahamów
- bieg na 200 metrów (hala) – 20,66 (2004) były rekord Bahamów